# (2211) Hanuman
(2211) Hanuman ist ein Asteroid des äußeren Hauptgürtels, der am 26. November 1951 von dem US-amerikanischen Astronomen Leland E. Cunningham am Mount-Wilson-Observatorium (IAU-Code 672) in Kalifornien entdeckt wurde.
Der Asteroid wurde nach der hinduistischen Gottheit Hanuman benannt, der Affengestalt hat und der treueste Diener Ramas ist.
Der Asteroid gehört zur Ursula-Familie, einer mehrere Milliarden Jahre alten Asteroidenfamilie, die nach dem Asteroiden (375) Ursula benannt wurde.